# Ophiopogon filipes
Ophiopogon filipes är en sparrisväxtart som beskrevs av Ding Fang. Ophiopogon filipes ingår i släktet Ophiopogon och familjen sparrisväxter. Inga underarter finns listade i Catalogue of Life.